# Гане Тодоровски
Гане Тодоровски (на македонска литературна норма: Гане Тодоровски) е филолог, поет и литературен критик от Република Македония.

## Биография
Роден на 11 май 1929 година в Скопие. Завършва Философския факултет на Скопския университет „Свети Кирил и Методий“, след което работи като журналист. Преподава хърватска и македонска литература в Скопския университет, публикува стихове и литературна критика. От 1951 година е член на Дружеството на писателите на Македония, а през 1969-1971 и 1985-1986 година е негов председател. Член е на Македонската академия на науките и изкуствата.
През 90-те години е първият посланик на Република Македония в Русия, след установяването на дипломатическите отношения през 1994 г.
Гане Тодоровски умира на 22 май 2010 година в Скопие.

## Творчество
- Во утрините (поезия, 1951)
- Тревожни звуци (поезия, 1953)
- Спокоен чекор (поезия, 1956)
- Божилак (поезия, 1960)
- Апотеоза на делникот (поезия, 1964)
- Претходниците на Мисирков (студии и огледи, 1968)
- Горчливи голтки непремолк (поезия, 1970)
- Снеубавен ден (поезия, 1974)
- Трактати за сонцељубивите (есета и записки, 1974)
- Веда Словена (1979)
- Маѓепсан мегдан (литературни записки, 1979)
- Скопјани (поезия, 1981)
- Подалеку од занесот, поблизу до болот (студии, 1983)
- Со збор кон зборот (студии и критики, 1985)
- Поход кон Хеликон (студии, 1987)
- Неволици, неверици, несоници (поезия, 1987)
- Неодложни љубопитства (студии, записки и критики, 1987)
- Недостижна (поезия, 1995)
- Осамен патник (поезия на английски, 1996).

Съставител е на антологиите
- Песната – храброст (1975)
- Австриската поезија на ХХ век (1982) и други.

Съавтор на антологиите
- Словенечки поети (1956)
- Езерска земја (1967)
- Правостоина (съвременни албански поети в Югославия, 1968)
- Нова хрватска поезија (1973)
- Современа хрватска поезија (1981).

Тодоровски е носител на наградите „Кочо Рацин“, „11 октомври“, „13 ноември“, „Братя Миладинови“, „Климент Охридски“, „Гоце Делчев“, „Димитър Митрев“, „Мисла“ и на наградите за превод „Григор Пърличев“, „Кирил Пейчинович“ и „Златно перо“.